# Bombus ternarius
A Bombus ternarius poszméhet emlegetik még narancsöves poszméhnek vagy háromszínű poszméhnek, ami a sárga, narancssárga és a fekete színek váltakozásából adódik. Fészkét a föld felszínén alakítja ki. A kolónia életciklusa egy szezon erejéig tart. Előfordulása az Egyesült Államok északkeleti részén és Kanadában gyakori. Leginkább a szeder, az aranyvessző, áfonya és a selyemkóró környékén fordul meg. Mint ahogy a nemzetség többi tagja, a Bombus Ternarius poszméh is összetett társadalmi struktúrában él, reprodukciós királynői kaszttal, valamint számos olyan "nővér" munkásságával együtt, akiknek munkájuk közé tartozik a táplálékkiegészítés, ápolás, fészekőrzés.

## Leírás

### Méretek

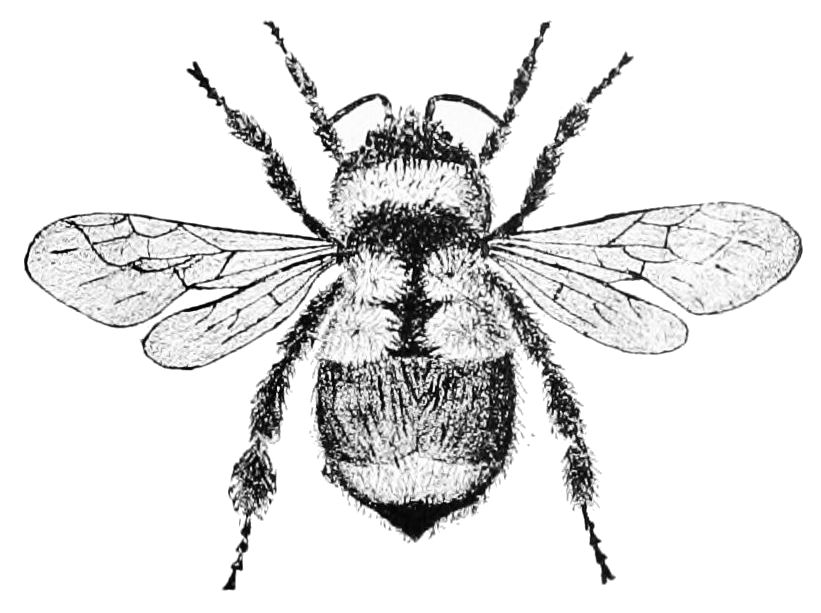
A Bombus ternariusról készült rajz

A B. ternarius egy kisebb testű, viszonylag karcsú poszméh. A királynő 17–19 mm hosszú, potrohának szélessége a legszélesebb részen 8,5–9 mm. A munkások 8–13 mm hosszúak, a felderítők 9,5–13 mm-esek. Mind a munkások, mind a felderítők szélessége 4,5-5,5 cm.

### Színek
A királynő és a munkások feje fekete színű, néhány halványsárga szőrrel. Az elülső és a hátsó tor, illetve az első és a negyedik abdominális szegmens sárga, a hasi terület 2. és 3. szegmense narancssárga, a terminális szegmensek pedig fekete színűek. A királynő és a munkások közel megegyezően néznek ki, a legszembetűnőbb különbség a méretük. A munkásoknak nagyon kevés zsírjuk van, különösen a hasukon, így sok hely marad a mézes gyomor számára és a nagyobb nyelőcsőnek, amiben a nektár jól tárolható a szállítás során. Ezzel szemben a fiatal királynők hasi része zsírosabb, nehezebbek mint a munkások.
A felderítőknek sárga fejük van, néhány fekete szőrrel. A tor és a gyomorterület vastagsága hasonló a nőstényekéhez, azzal a kivétellel, hogy az utolsó hasi szegmensek oldalukon sárgák. A felderítők szőre hosszabb, mint a nőstényeké.
A Bombus huntii egy másik, az Egyesült Államok nyugati részén található gyakori poszméhfajta, ami közel azonos a B. ternarius színezettségével, de náluk jellemzőbb a sárga fejszőrzet, nem pedig a fekete.

## Fordítás
- Ez a szócikk részben vagy egészben  a   Bombus ternarius című angol Wikipédia-szócikk fordításán alapul.  Az eredeti cikk szerkesztőit annak laptörténete sorolja fel. Ez a jelzés csupán a megfogalmazás eredetét és a szerzői jogokat jelzi, nem szolgál a cikkben szereplő információk forrásmegjelöléseként.